# Kechi
Pour l’article homonyme, voir Héni Kechi.
Kechi est une ville américaine située dans le comté de Sedgwick dans l’État du Kansas.

## Traduction
- (en) Cet article est partiellement ou en totalité issu de l’article de Wikipédia en anglais intitulé « Kechi, Kansas » (voir la liste des auteurs).